# Elecciones estatales de Campeche de 1974
Las elecciones estatales de Campeche de 1974 se realizaron el domingo 7 de julio de 1974 y en ellas se renovaron los trece escaños del Congreso del Estado de Campeche.

## Resultados
|  | 99.38 % |

|  | 0.62 % |

|  | 0 % |

|  | 0 % |